# 网络购物

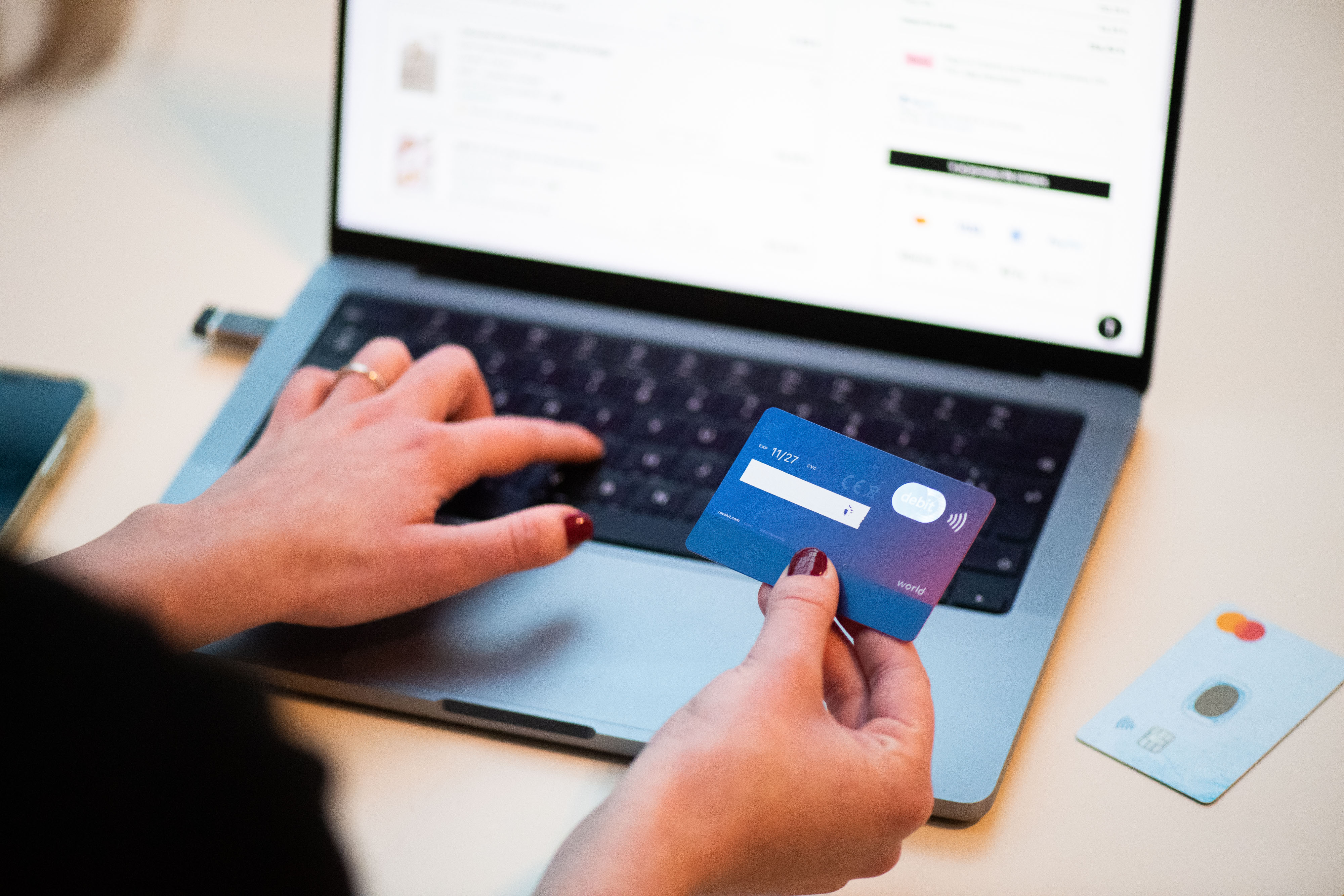
使用信用卡进行在线购物的人

网络购物，簡稱網購，是电子商务的形式之一，消費者使用網頁瀏覽器或行動應用程式在互联网上直接從賣家購買自己需要的商品或服務。消费者可以通过直接访问零售商的网站或使用购物搜索引擎搜索其他供应商来找到感兴趣的产品，购物搜索引擎会显示同一产品在不同电子零售商处的可用性和价格。截至2020年，客户可以使用各种不同的计算机和设备在线购物，包括台式电脑、笔记本电脑、平板电脑和智能手机。
在线商店让人联想到在普通的“实体”零售商或购物中心购买产品或服务的实体类比；这个过程称为企业对消费者(B2C) 在线购物。当建立在线商店以允许企业从其他企业购买商品时，这个过程称为企业对企业(B2B) 在线购物。典型的在线商店使客户能够浏览公司的产品和服务范围，查看产品的照片或图像，以及有关产品规格、功能和价格的信息。与晚上可能关门的实体店不同，在线购物门户始终可供客户使用。
在线商店通常允许购物者使用“搜索”功能来查找特定型号、品牌或商品。在线客户必须能够访问互联网并使用有效付款方式才能完成交易，例如信用卡、支持Interac的借记卡或PayPal等服务。对于实体产品（例如平装书或衣服），电子零售商将产品运送给客户；对于数字产品设计（例如歌曲或软件的数字音频文件），电子零售商通常通过互联网将文件发送给客户才能完成交易，这些在线零售公司中最大的是阿里巴巴、亚马逊和eBay。

## 历史

### 网上购物的历史
最早的在线交易形式之一是IBM在20世纪60年代开发的在线交易处理(OLTP)，它可以实时处理金融交易。为美国航空公司开发的计算机化机票预订系统称为Sabre，就是其应用之一。在那里，位于不同旅行社的计算机终端连接到一台大型 IBM 大型计算机，该计算机同时处理交易并进行协调，以便所有旅行社都能同时访问相同的信息。在1971年至1972年之间的某个时候，斯坦福大学和麻省理工学院的学生使用互联网前身ARPANET达成了一笔大麻交易，但该互动不符合电子商务的条件，因为没有在线转账。
我们今天所熟知的网上购物格局是在互联网兴起的背景下形成的。互联网最初只是一个广告平台，后来迅速转变为一个实际在线交易的动态空间。这种转变是由交互式网页和安全传输协议的发展推动的，1994年斯汀的专辑Ten Summoner's Tales首次在网上销售标志着一个关键时刻。
这一里程碑事件为网上零售的多元化奠定了基础，葡萄酒、巧克力和鲜花等早期采用者为网上零售铺平了道路。这些产品成为电子商务领域的先驱，吸引了越来越多受众的关注。研究人员发现了互联网成功的一个关键因素——产品是否适合在线交易。不需要实体互动的普通商品获得了关注，推动了网上购物趋势的发展。
在初期，网上购物的受众有限。早期的消费者主要是30岁以上的富裕男性。然而，随着时间的推移，这一人口结构发生了重大变化，网上购物领域变得更加包容。
多年来，英国消费者的行为发生了巨大变化，网上购物在零售交易中占了相当大的比例。这种影响的程度因产品类别而异，凸显了消费者与在线平台互动的方式多种多样。

## 顾客
网上购物者必须能够访问互联网并使用有效的付款方式才能完成交易。一般来说，教育程度和个人收入越高，对网上购物的看法就越好。接触科技越多，对新购物渠道产生好感的可能性也就越大。
此外，年龄也是影响网购态度的重要因素，人们认为隐私和安全因素对网购态度的影响甚至比产品因素更为显著，不同年龄段的购物者对网购风险因素的认知也存在差异。

## 数字环境中的顾客购买行为
围绕数字环境的营销，顾客的购买行为可能不会受到品牌和公司的影响和控制，当他们做出涉及与搜索引擎、推荐、在线评论和其他信息的交互的购买决策时。在现代购物环境中，人们更有可能使用手机、电脑、平板电脑和其他数字设备来收集信息。在网上购物环境中，交互式决策可能会对顾客决策产生影响，通过在线产品评论和用户生成内容（通常通过Bazaarvoice和Trustpilot等公司提供的软件或通过社交媒体提供）。 。这些内容包括基于文本或视频的评论、顾客照片和反馈，通常与在亚马逊、塔吉特和大多数其他数字店面等网站上出售的产品一起展示。
因此，风险和信任也是影响人们在数字环境中行为的两个重要因素。顾客考虑在电子渠道之间转换，因为他们主要受到与线下购物相比的影响，涉及安全、财务和性能风险的增长换句话说，在线购物的顾客可能比在商店购物的顾客承受更大的风险。有三个因素可能影响人们的购买决策，首先，人们在收到产品之前无法检查产品是否满足他们的需求和愿望。其次，顾客可能关心售后服务。最后，顾客可能担心他们不能完全理解电子销售中使用的语言。基于这些因素，顾客感知风险可能是影响在线购买行为的一个重要原因。
在线零售商非常重视客户信任方面，信任是数字环境中驱动客户行为的另一种方式，这取决于客户的态度和期望。事实上，公司的产品设计或创意不能满足客户的期望。客户的购买意愿基于理性预期，此外还受到情感信任的影响。此外，这些期望也可以建立在产品信息和他人的修改上。
一些研究表明，感知价值、购物风格和品牌信任是影响网络消费者决策的主要因素。感知价值意味着人们可以在网上比较产品和价格，从而让他们产生在网上比在实体店获得更多好处的感知价值。网络购物给顾客带来的舒适环境可以让消费者获得更多的感知价值。归根结底，电子商务行为仍然主要受到那些容易接受新技术的家庭的影响，效率问题的影响较小。可及性还是创新？实体店购物行程与网上购物。

## 統計
英國《每日電訊》於2013年8月初報道，有調查指出16%用戶邊看電視邊以智能電話或者平板電腦進行網絡購物。ebay於同年的一項調查發現，每3名澳洲人就有1名曾經在觀賞電影期間進行網絡購物，約20%在如廁時進行網絡購物。
美國演員蓮茜·露漢於2013年8月15日登上頭條新聞電視網，被指网络购物成癮，每日花費達5,000美元网络购物成癮，購買物品包括衣服及鞋履等，然而很多在接收後包裹原封不動。澳洲就有調查指出，62%受訪者認為自己有網絡購物成癮的傾向，包括在進行網絡購物前無仔細思想及花費太多時間進行網絡購物等。
据统计，2014年上半年中國大陸电子商务交易额约为5.66万亿元，同比增长30.1%。网络零售市场交易规模约1.1万亿元，同比增长33.4%，半年度环比增长7.9%，相当于上半年社会消费品零售总额的8.4%。在B2C市场，天猫占据51.3%的市场份额，京东占据23.6%的市场份额，第三位的苏宁易购占据5.2%的市场份额。

## 产品选择
消费者可以直接访问零售商的网站，也可以使用购物搜索引擎搜索其他供应商，找到自己感兴趣的产品。用户可以使用网站上的产品信息对产品进行比较和评估，也可以使用其他网站（如产品测试网站）上的产品信息对产品进行比较和评估。
在卖家的网站上找到并选中某款特定产品后，大多数在线零售商都会使用购物车软件，让消费者累积多件商品并调整数量，就像在传统商店中装满购物车或购物篮一样。接下来是“结账”流程（继续类比实体店），如果需要，会收集付款和送货信息。有些商店允许消费者注册一个永久的在线账户，这样部分或全部信息只需输入一次。交易完成后，消费者通常会收到一封电子邮件确认。不太成熟的商店可能会依赖消费者打电话或发电子邮件下订单（尽管出于安全原因，不应通过电子邮件接受完整的信用卡号、有效期和信用卡安全码或银行账户和路由号码。

### 评论对消费者行为的影响
网上购物的一大优势是可以阅读由专家或其他网上购物者撰写的产品评论。尼尔森公司于2010年3月进行了一项调查，调查了亚太地区、欧洲、中东、北美和南美55个市场的27,000多名互联网用户，调查的问题包括“消费者如何在网上购物？”，“他们打算买什么？”，“他们如何使用各种网上购物网页？”，以及社交媒体和其他因素对消费者在决定如何花钱购买哪种产品或服务时的影响。根据研究，电子产品评论（57%），如DVD播放器、手机或PlayStation等，汽车评论（45%）和软件评论（37%）在影响倾向于在网上购物的消费者方面发挥着重要作用。此外，40% 的网上购物者表示，如果不先查看在线评论，他们甚至不会购买电子产品。
除了在线评论外，在线购物页面或社交媒体网站上的同行推荐对在线购物者研究未来购买行为也起着关键作用 90% 的购买行为都受到社交媒体的影响。

## 支付
网上购物者通常使用信用卡或PayPal账户付款。但是，有些系统允许用户创建账户并通过其他方式付款，例如：
- 向移动电话和固定电话计费[23][24]
- 比特币或其他加密货币
- 货到付款(COD)
- 支票
- 借记卡
- 一些国家采用直接借记（英语）
- 各类电子货币
- 礼品卡
- 发票，在某些市场/国家特别受欢迎，例如瑞士
- 邮政汇票
- 电汇/付款后交货

有些网上商店不接受国际信用卡。有些要求购买者的帐单和送货地址必须与网上商店的运营基地位于同一国家。其他网上商店允许来自任何国家的客户将礼物送到任何地方。交易的财务部分可以实时处理（例如，在消费者注销之前告知其信用卡被拒绝），也可以稍后作为履行流程的一部分进行处理

## 产品交付

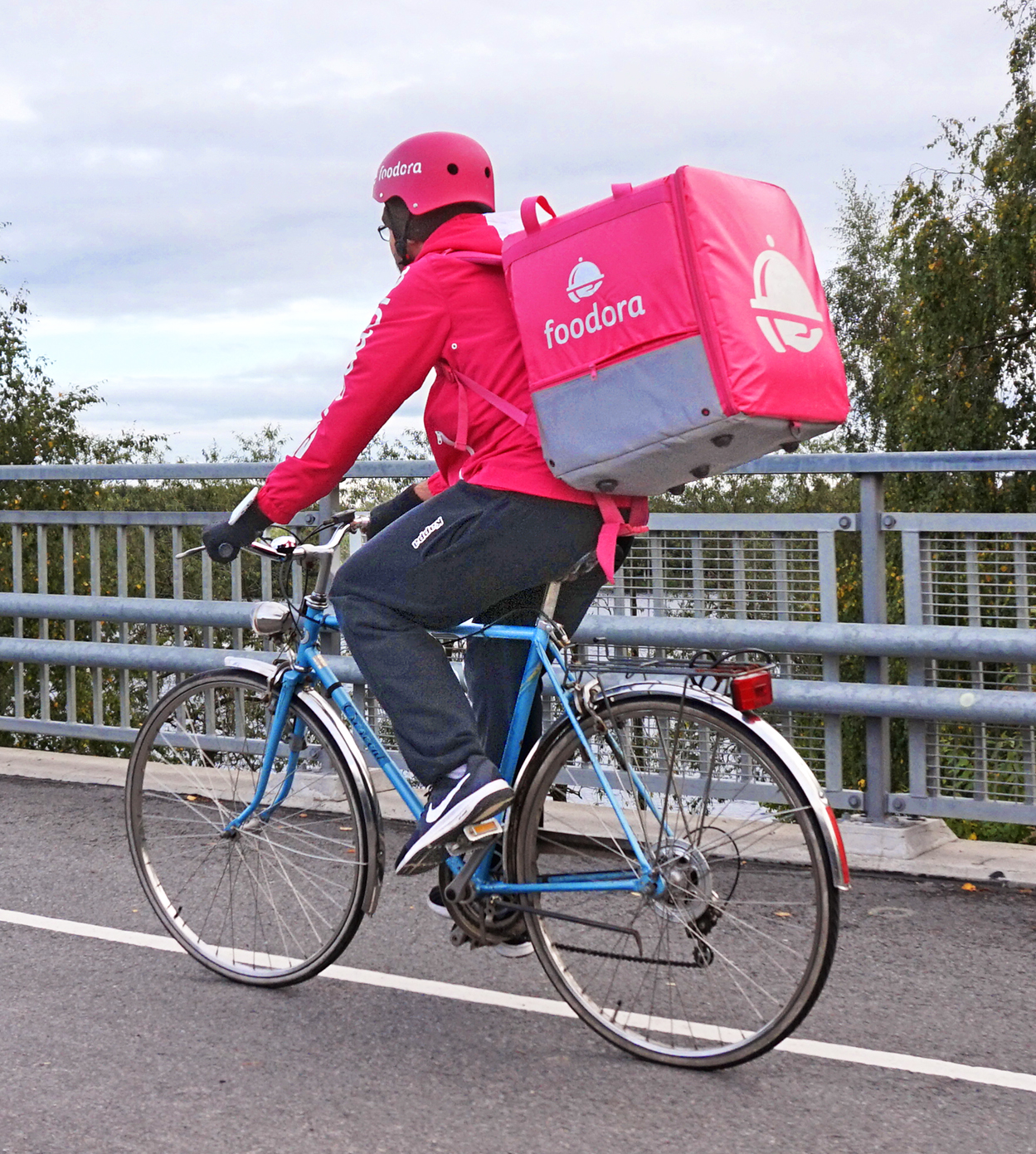
Foodora在芬兰坦佩雷以自行车进行的外送服务

一旦付款被接受，货物或服务可以通过以下方式交付。对于实物：
- 包裹递送：产品运送至客户指定的地址。零售包裹递送通常由公共邮政系统或零售快递公司（例如FedEx、UPS、DHL或TNT）完成。
- 代发货（英语）：订单传递给制造商或第三方分销商，然后他们将产品直接运送给消费者，绕过零售商的实际位置，以节省时间、金钱和空间。
- 店内取货：客户使用在线定位服务（英语）选择当地商店，并在所选位置领取送货的产品。这是全渠道零售策略（英语）中经常使用的方法。Foodora在芬兰坦佩雷以自行车进行的外送服务

对于数字商品或门票：
- 下载/数字分发[25]：该方法通常用于软件、音乐、电影或图像等数字媒体产品。
- 打印、提供代码或通过电子邮件发送门票和优惠券等物品（例如礼券和优惠券）。门票、代码或优惠券可在适当的实体或在线场所兑换，并检查其内容以验证其资格（例如，确保在正确的时间和地点以正确的金额和正确的使用次数兑换入场或使用权）。
- 现场领取服务（英语）、COBO（由售票处转交）或“现场”取票：顾客在活动开始前或提前领取预先购买的活动门票，例如戏剧、体育赛事或音乐会。随着互联网和电子商务网站的出现，客户可以在线购买门票，这种服务越来越受欢迎。

## 網絡商店
在網際網路架設的用於販售商品的平台，叫做網路商城、網絡商店等，其販賣內容百花繚亂，大從汽車、珠寶等高價奢侈品，小到一般民生必需品。其市場也受到大型網路公司注意，紛紛推出商業型購物網站（如拍賣、商城、購物網），並推出許多商業行銷方案搶占消費者市場。

### 優點
- 透過網路進入網路商城市場的門檻低。進入成本較低，創業風險較低。
- 無實體商店所消耗的建置成本，只需注意網站的行銷推廣以及資訊安全。
- 無實體囤貨壓力，創業過程中壓力較低。
- 通过第三方支付（如PayPal、Google Pay、Apple Pay、支付寶、微信支付等）進行付款，較為便利。
- 商品種類多，貨源廣，上貨速度快。
- 商品可選擇性強，更容易貨比三家。

### 缺點
- 礙於稅務法令規章，會有逃漏稅的嫌疑。
- 無實體宣傳，初期能見度不高。
- 商品無法現場觀看，消費者對品質有存疑。高價值商品不會直接購買，大多數消費者都會希望在實體商店購買高價值商品。
- 個人信息得不到保障，因網購需要填寫個人資料，這些信息落入快遞公司和賣家手裡，容易被售給第三方。

### 分類
銷售模式包括C2C（私人賣家對私人買家）、B2B（公司賣家對公司買家）、B2C（公司賣家對私人買家）。
銷售平台包括電子商店和電子商場，前者叫「自營型網路商城」，是由一品牌商家單獨架設，只銷售自家產品，譬如線下的專賣門店，故也稱“商店”；後者叫「綜合型網路商城」，由眾多商家入駐某一大型虛擬電商平台，這些商家可以是私人賣家，也可以是公司專賣店，譬如線下的百貨商場，故也稱“商城”。

## 著名商城
- 中國大陸：淘寶網、天貓、拼多多、天貓國際、阿里巴巴、閑魚（二手商品交易）、京東商城、拍拍網、蘇寧易購、當當網、國美電器、蘑菇街、凡客、網易嚴選、網易考拉、小米有品、聚美優品、大潤發網路商城、一號店、順豐優選、瓜子二手車直賣網、得物等。
- 台灣：PChome網路家庭、momo購物網、露天拍賣、蝦皮購物、東森購物、博客來、Yahoo!拍賣、有閑購物等。
- 歐美：eBay、亚马逊商城、全球速賣通、Wish.com、兰亭集势、沃尔玛網路商城、宜家網路商城等。

## 购物节
中國大陸的兩個約定俗成的網絡購物節，分别为6月18日和11月11日(雙十一)。還有一個漸漸冒起的是12月12日(雙十二)。6月“年中大促”被商家視為“銷貨”的方式，11月11日是在娛樂性節目光棍節的基礎上發展起來的促銷節，而12月“年末大促”也是為了“銷貨”而生。
美國的網絡購物節則在感恩節後第一天的黑色星期五，故又稱“黑色購物節”、感恩節之後的第一個星期一網絡星期一，及耶穌聖誕節後第一天的節禮日（12月26日）。

## 爭議
《電子商務法》的制定，一大背景是網絡商城存在權力部門對商家的銷售資質和銷售行為無法徹底監管的問題，一些需要取得專門銷售資質才能銷售的危險品，在網上卻能大行其道。譬如，2014年7月一名中國大陸青年劉大蔚花四萬元向台灣網購了24把玩具槍，被政府以走私武器罪起訴，被判無期徒刑。